# 삼성 갤럭시 J7 (2016)
삼성 갤럭시 J7 (2016)은 2016년 4월 삼성전자에서 출시한 삼성 갤럭시 J7의 2016년형 모델이다.

## 같이 보기
- 삼성 갤럭시 J5 (2016)